# Thomas Stricker
Thomas Stricker (Sankt Gallen, 1962) is een Zwitserse beeldhouwer.

## Leven en werk
Stricker volgde van 1979 tot 1983 een opleiding als elektrotechnicus in zijn geboortestad Sankt Gallen. Van 1986 tot 1993 studeerde hij beeldhouwkunst bij onder anderen Tony Cragg en Klaus Rinke aan de Kunstakademie Düsseldorf. Hij ontving gedurende zijn studie in 1989 de Markus-Lüpertz-Preis van de Kunstakademie Düsseldorf en de Wilhelm-Zimolong-Förderpreis für junge Kunst aus dem Ruhrgebiet in Gladbeck, in 1990 de Förderpreis für Bildende Kunst des Bundesministers für Bildung und Wissenschaft in Bonn en in 1993 het Graduierten Stipendium van de Kunstakademie Düsseldorf.
In 1998 was Stricker gastdocent aan de kunstacademie van de Noorse stad Bergen. Diverse projecten voerden hem onder andere naar Mongolië (1994), naar het Sydney College of the Arts in Australië (2003), naar het in 1999 door Alfonso Hüppi en de architect Erwin Gebert gestichte Etaneno, Museum im Busch in Namibië (2007) en naar Mexico-Stad (2010).
Stricker, die in Düsseldorf woont en werkt, is werkzaam als installatie- en land art-kunstenaar.

## Enkele projecten in de openbare ruimte
- 1999 : und sie dreht sich doch, Heilpädagogische Schule in Flawil (Zwitserland)[2]
- 2000 : Die Meteoritenwerkstatt, Expo "Aussendienst", Kunstverein und Kulturbehörde in Hamburg[3]
- 2001 : mehr als siebenzehntel, Internationaler Seegerichtshof in Hamburg[4]
- 2001 : Das Land fliesst wirklich, Kanal/Wasser-Bauamt Düsseldorf en de gemeente Kivaa, Kenia
- 2003/2004 : blüht es oder blüht es nicht?, Stromberg, Skulptur Biennale Münsterland
- 2005 : Impluvium, Finanzamtszentrum in Aken
- 2007 : Primary schoolgarden Kalkfeld, Etaneno, Museum im Busch, Namibië[5]
- 2009 : permanent lightning, Grevenbroich[6]
- 2010 : La tierra nueva de Tlatelolco, Expo "residual", Mexico-City[7]
- 2010 : Landschaft im Fluss als onderdeel van de expositie Über Wasser Gehen (Ruhr.2010 - Kulturhaupstadt Europas) aan de Seseke

## Fotogalerij

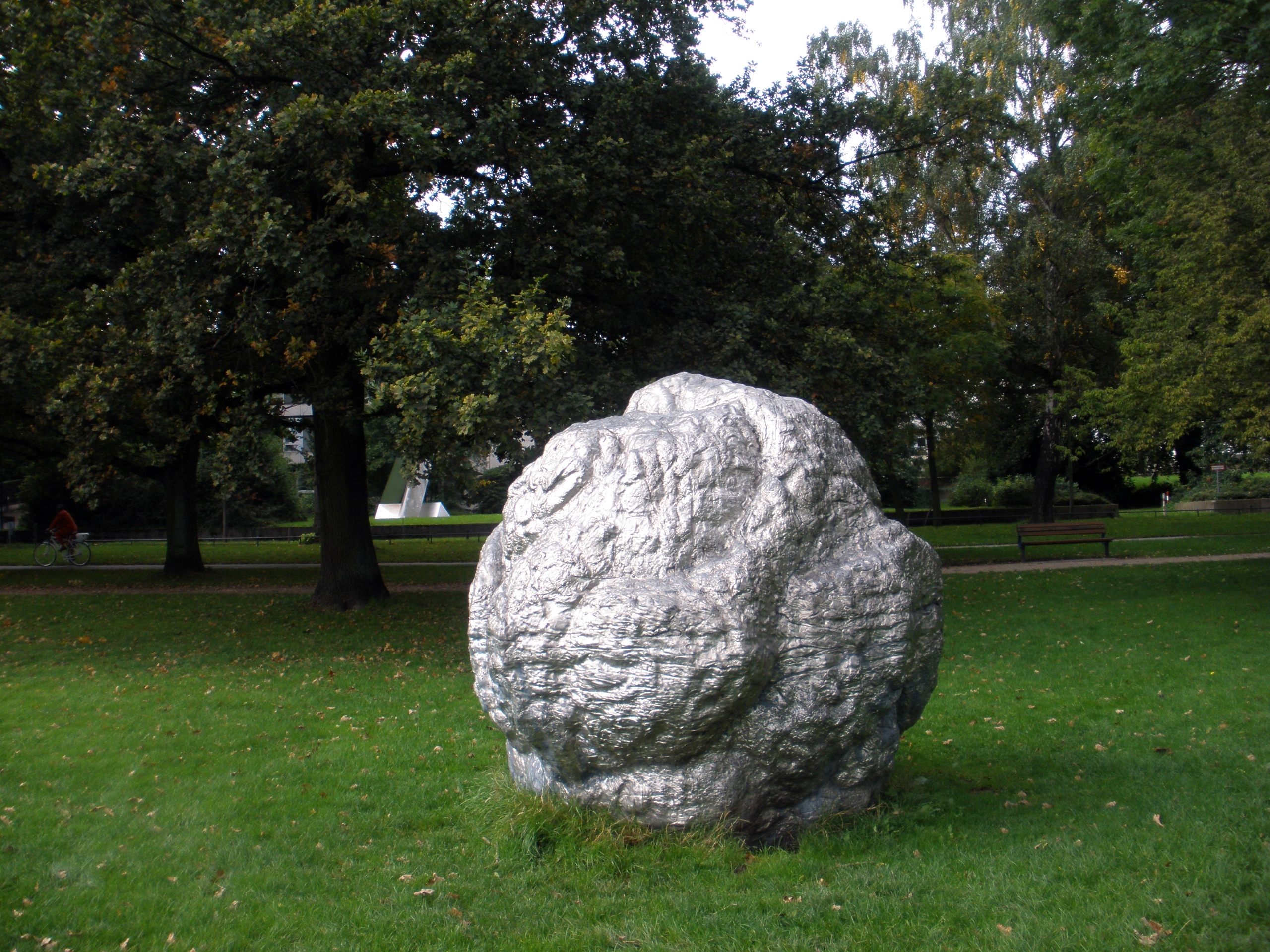
Meteoritenwerkstatt (2000), Hamburg
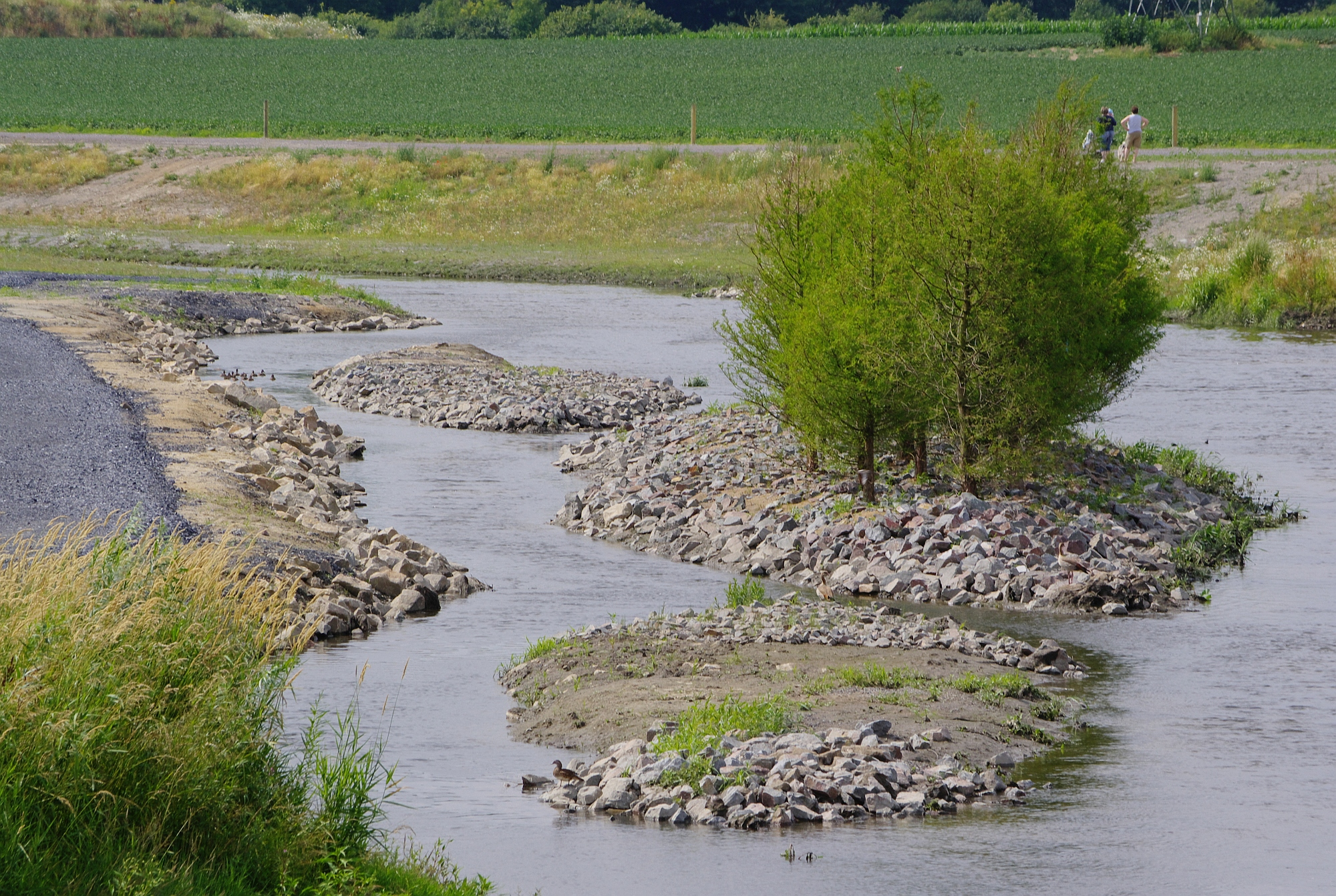
Landschaft im Fluss (2010) - Ruhr 2010
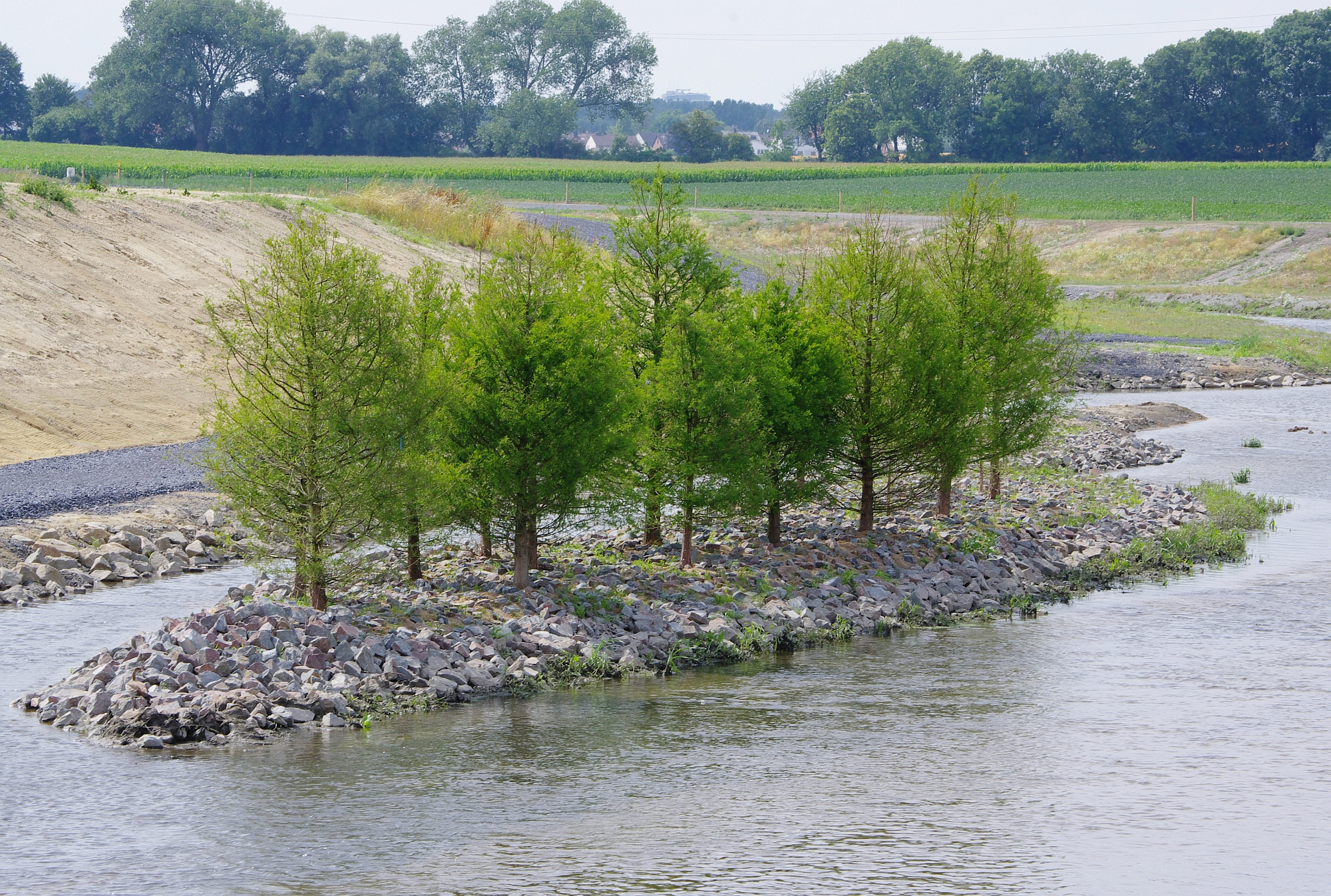
Detail Landschaft im Fluss